# Napoleon Hill
Napoleon Hill (sinh ngày 26 tháng 10 năm 1883 - mất ngày 8 tháng 11 năm 1970) là một tác giả người Mỹ, một trong những người sáng lập nên một thể loại văn học hiện đại đó là môn "thành công học" (là khoa học về sự thành công của cá nhân). Tác phẩm được cho là nổi tiếng nhất của ông có tên "Nghĩ giàu và làm giàu" (Think and Grow Rich) là một trong những cuốn sách bán chạy nhất mọi thời đại. Trong sự nghiệp của mình, ông cũng từng được trở thành một cố vấn cho Tổng thống Franklin D. Roosevelt. 
Câu nói nổi tiếng thể hiện tư tưởng của ông là "Điều gì mà tâm trí có thể nhận thức và tin tưởng thì tâm trí có thể hoàn thành". Napoleon Hill được xem là người có ảnh hưởng rộng rãi nhất, mạnh mẽ nhất trong lĩnh vực thành công cá nhân. Cuốn sách kinh điển suy nghĩ và làm giàu của ông đã giúp cho hàng triệu người trên thế giới thành công và nó có một ý nghĩa, vai trò vô cùng quan trọng trong cuộc đời của rất nhiều người thành công như W.Clement Stone, Og Mandino.

## Tiểu sử

### Thiếu thời

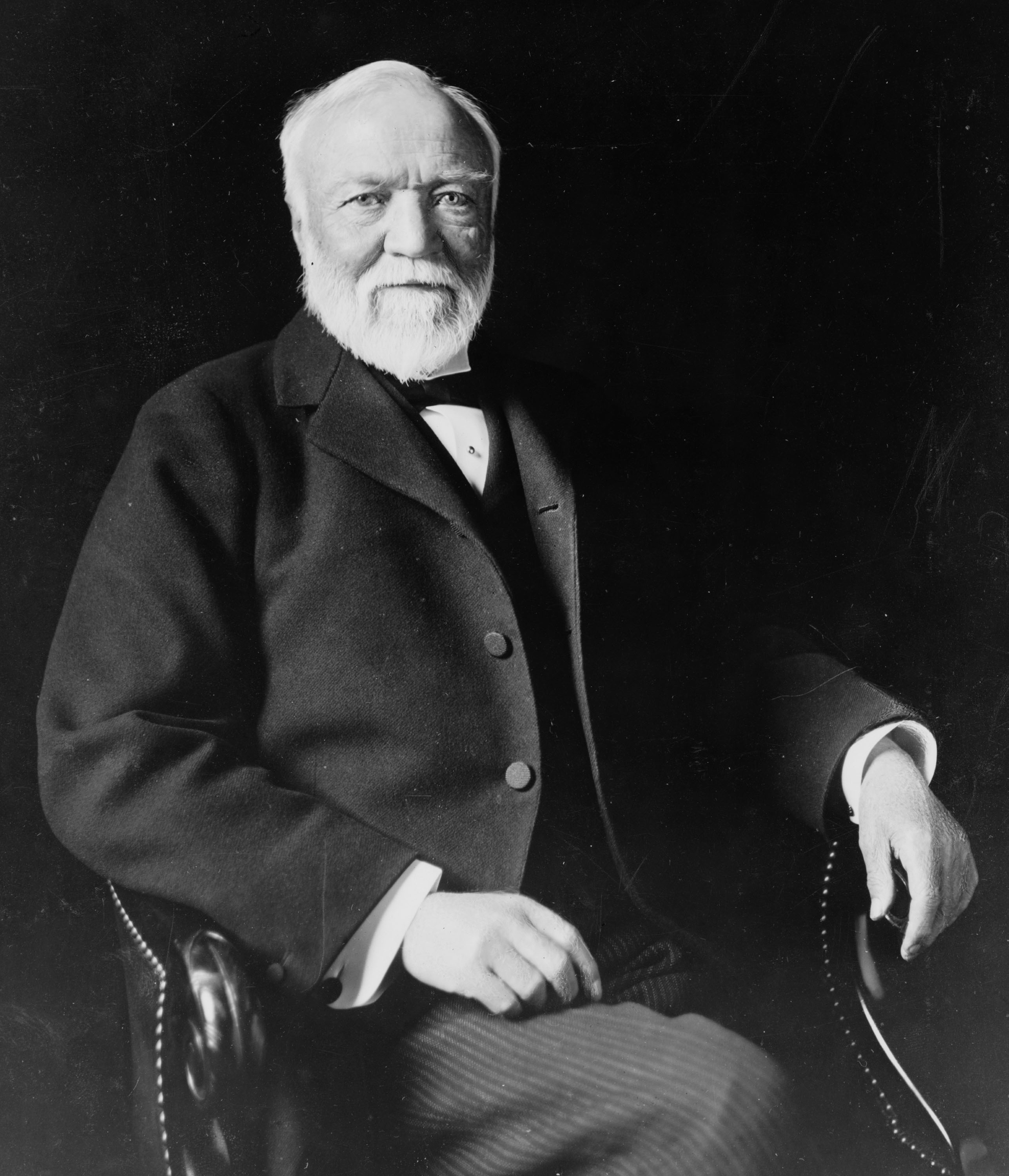
Andrew Carnegie người có ảnh hưởng đến ông

Napoleon Hill sinh năm 1883 trong một căn nhà nhỏ trong vùng rừng núi Virginia, từ nhỏ ông là người mồ côi mẹ. Khi còn trẻ, vì mưu sinh cho cuộc sống cơ cực, vất vả, ông đã phải làm phóng viên cho một tờ báo để có tiền đi học ở trường Đại học tổng hợp Georgetown. Và chính tài làm báo chí đã định hình cho cuộc đời sau này của ông.
Các phóng sự xuất sắc của ông thời đó đã gây chú ý cho Robert L.Taylor, gã thống đốc bang Tennessee và cũng là chủ bút tạp chí "Bob Taylors Magazine". Ông ta đặt hàng cho nhà báo trẻ này viết một loạt bài về con đường thành đạt của những người nổi tiếng trong đó có Andrew Carnegie - ông vua ngành thép của Mỹ.
Không gây thất vọng, Hill đã gây ấn tượng sâu sắc cho Carnegie nên ông này đã tạo điều kiện cho Hill nên một sự nghiệp lớn nhưng phải đòi hỏi thời gian khá lâu khi phải phỏng vấn chi tiết 500 người Mỹ thành đạt nhất và đưa ra công thức thành công vạn năng, có thể áp dụng ngay cho những người khả năng kém cỏi nhất. Naplleon Hill đã trao đổi, phỏng vấn, đàm đạo với những người có tiếng như Henry Ford, William Rigle, Clarence Derroy, Luter Berbenk, John Pierpont Morgan và thậm chí là cả tổng thống Mỹ.

### Thành danh
Năm 1928, đúng hai mươi năm sau buổi nói chuyện nổi tiếng với Carnegie, ông công bố cuốn sách đầu tiên: "Giả thuyết về triết lý thành công cho cá nhân". Trong suốt thời gian thu thập tài liệu này, Hill đã phải kiếm sống bằng nhiều cách khác nhau, kể cả làm nhân viên quảng cáo trong trường Đại học tổng hợp Chicago và xuất bản tạp chí "Quy tắc vàng" hay ý tưởng vàng. Trong thời gian chiến tranh thế giới thứ nhất, Hill là chuyên gia về quan hệ xã hội trong bộ máy của tổng thống Wilson. Năm 1933, Jennigs Randolph, thượng nghị sĩ bang Tây Virginia, đã giới thiệu ông với Theodore Roosevelt, và ông lại một lần nữa trở thành cố vấn của tổng thống.
Sau đó, ông quyết định hệ thống hoá và hoàn thiện đề án hai mươi năm "Suy nghĩ và làm giàu" của mình. Vào năm 1952, sau khi thành lập "Hiệp hội Napoleon Hill", ông bắt đầu tích cực truyền bá triết lý thành công cá nhân và lãnh đạo "Quỹ Napoleon Hill", - một tổ chức giáo dục-xã hội có mục đích dạy mọi người môn "khoa học thành đạt" này. Năm 1963, Napoleon Hill đề ra tiến độ và chương trình thành lập Viện hàn lâm thành tựu cá nhân, tổ chức cả việc dạy hàm thụ và đào tạo tại nhà. Ông đã thực hiện điều này vào năm thứ tám mươi của cuộc đời mình.

## Các tác phẩm
- Quy luật của thành công - The Law of Success (1928)
- The Magic Ladder To Success (1930)
- Nghĩ và làm giàu - Think and Grow Rich (1937)
- Làm giàu! - Grow Rich!: With Peace of Mind (1967)
- Chiến thắng Con quỷ trong bạn - Outwitting the Devil (2011)
- Giả thuyết về triết lý thành công cho cá nhân
- Bí quyết làm giàu của Napoleon Hill
- Những nguyên tắc vàng của Napoleon Hill
- Ý tưởng vàng - 5 bí quyết tạo ra của cải
- Chìa khóa tư duy tích cực (viết chung với Michael J. Ritt)